# Abbott Records
Abbott Records fue un sello discográfico estadounidense operado por el promotor y productor musical Fabor Robison desde 1951 hasta aproximadamente 1958. Abbott Records lanzó principalmente música country y occidental, rockabilly y, hacia el final de su existencia, selecciones vocales pop convencionales, disfrutando de un éxito considerable en las listas para un sello de sus modestos recursos.

## Historia temprana
Después de servir un período en el ejército de los EE. UU. durante la Segunda Guerra Mundial, Fabor Robison (n. 1911 - m. 1986), nativo de Arkansas, se estableció en el sur de California y comenzó a trabajar como cazatalentos.  A finales de 1949 o principios de 1950, Robison descubrió al cantante Johnny Horton, que recientemente había ganado un concurso de talentos en Texas y había regresado a su Los Ángeles natal, se había comprado ropa occidental y estaba buscando un concierto. Robison colocó a Horton en el programa Hometown Jamboree de Cliffie Stone, con sede en Pasadena, California, que se transmitió por KXLA por radio y KCOP (más tarde KLAC) por televisión.  Robison también firmó un contrato de grabación para Horton con el pequeño sello Cormac Records, pero esa preocupación pronto desapareció. Disgustado, Robison decidió fundar su propio sello discográfico y encontró un inversor en el farmacéutico Sid Abbott; Posteriormente, Robinson nombró la etiqueta en honor a su socio. Al principio, Abbott Records existía únicamente para grabar a Horton, y los primeros diez lanzamientos del sello estaban dedicados a él, aunque algunos eran duetos con Billy Barton. Ninguno de los lanzamientos iniciales atrajo mucha atención y, a mediados de 1952, Robison vendió el contrato de grabación de Horton a Mercury Records, una compañía discográfica con sede en Chicago que tenía una división en Shreveport, Luisiana.

## Louisiana Hayride

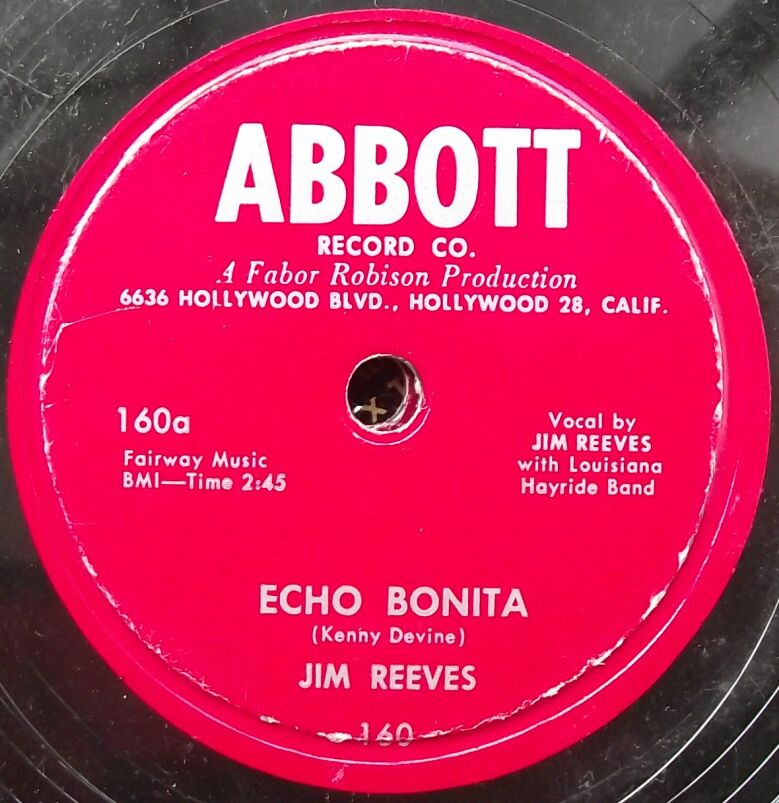
Jim Reeves sobre Abbott 160: "Echo Bonita"

También en 1952, Johnny Horton se unió al elenco de Louisiana Hayride, con sede en KWKH en Shreveport, una asociación que Horton disfrutaría el resto de sus días. Asimismo, Robinson descubrió el grupo de talentos en Louisiana Hayride y comenzó a registrar extensamente su lista de artistas. Robison se interesó especialmente en el cantante Jim Reeves, hasta tal punto que Johnny Horton se enojó con Robison y lo dejó como manager; Robinson respondió representando a Reeves. Los discos de Reeves de "Mexican Joe" y "Bimbo" se convirtieron en los primeros éxitos en las listas del sello Abbott.

## Filiales y años posteriores
En 1953, a Abbott le iba lo suficientemente bien como para que Fabor Robison pudiera comprar la participación de su socio, Sid Abbott. Para diversificar la oferta del sello, Robison fundó el sello Fabor Records como una subsidiaria de Abbott, aunque al principio estos discos tenían el mismo grupo de artistas, extraídos de Louisiana Hayride, que figuran en el sello matriz. Estos artistas incluían al pianista Floyd Cramer, los Browns, Smiley Burnette, Dorsey Burnette y Mitchell Torok, cuyo "Caribbean" fue el siguiente éxito de Abbott en 1953.  Muchas de estas grabaciones contaron con miembros de la banda house de Louisiana Hayride como acompañantes y fueron grabadas en los estudios KWKH en Shreveport. Sin embargo, Robinson también utilizó en ocasiones el Sun Studio de Memphis, además de seguir grabando en Los Ángeles; en un caso se sabe que aceptó un maestro enviado por correo directamente de un artista.  Los primeros números de Abbott tienen una dirección en Malibú y, a mediados de la década de 1950, el sello figura como ubicado en Hollywood, pero los lanzamientos posteriores de Fabor Records vuelven a una dirección de Malibú.
En 1955, Jim Reeves rompió con Fabor Robinson y firmó con RCA Victor.  El año anterior, Robinson había contratado a las Hermanas DeCastro, quienes hasta ese momento habían funcionado en gran medida como la respuesta cubana a las Hermanas Andrews. Para facilitar el cambio de género, Robison creó una serie 3000 dentro de Abbott para cubrir actos de música popular no country, y los DeCastros rápidamente entregaron el mayor éxito de Abbott, "Teach Me Tonight", que llegó al número dos en las listas de pop de Billboard.  Sin embargo, la incursión del rock n' roll en el negocio de la música se estaba volviendo rápidamente inevitable, y alrededor de 1958 Robison abandonó los sellos Abbott y Fabor y fundó Radio Records, un sello exclusivamente de rock n' roll, con sólo Billy Barton retenido en el negocio. listas anteriores de Abbott y Fabor. La radio no fue un éxito y fracasó después de sólo 25 lanzamientos en 1959. 
Fabor Robison revivió el sello Fabor una vez más en 1962 para reeditar "From a Jack to a King" de Ned Miller, que originalmente había sido grabado y lanzado sin éxito en 1957. Mantuvo este segundo sello Fabor hasta 1966; Uno de sus últimos lanzamientos fue un disco de la actriz inglesa Hermione Baddeley.
Las compañías discográficas de Robinson eran empresas de solteros; los únicos álbumes lanzados por cualquiera de estas compañías fueron Jim Reeves Sings (Abbott 5001) y The DeCastro Sisters Sing (Abbott 5002) publicados en 1955  y el álbum de palabra hablada de Jean Shepherd Into the Unknown with Jazz Music (Abbott 5003). emitido en 1956. 

## Legado
Dos años después del éxito de "From a Jack to a King", Robison vendió el contrato de Ned Miller y todas sus grabaciones a Capitol; Llegó a un acuerdo similar con RCA Victor tras la prematura muerte de Jim Reeves en 1964. Incluso cuando la familia de sellos Abbott todavía era una empresa en funcionamiento, Robinson no dudaba en ofrecer masters a otros sellos; una versión descartada de la grabación de 1953 de Mitchell Torok de "Caribbean" volvió a ser un éxito cuando se lanzó con el sello Guyden en 1959. Robison había grabado mucho más material del que jamás publicó, y hay grandes bloques de números en el catálogo de Abbott que aparentemente no se usaron, programados para registros que se planearon, pero que nunca se publicaron. En los años siguientes, Robison otorgaría licencias de Abbott y otro material que había grabado a innumerables sellos, muchos de ellos pequeños y baratos,  hasta que finalmente vendió la bóveda a Shelby Singleton Corporation en algún momento de los años 1970 u 1980, pero Se dice que esta venta contenía algunos masters que ya habían sido negociados con otros sellos.
A pesar de la confusión sobre el legado final de Abbott y sus diversas subsidiarias como entidad legal, su legado artístico está seguro. Abbott fue el primer sello en contar con varios artistas importantes antes de hacerse famosos, como Jim Reeves o Billie Jo Spears. Abbott también aportó a las grabaciones muchas figuras de interés menos conocidas, como Rudy Grayzell, Bonnie Guitar, Ginny Wright, Wink Lewis, Bob Stegall y Bobby Hart. Como tal, los títulos más oscuros (particularmente artículos de rockabilly) de Abbott y sus sellos hermanos han seguido siendo populares entre los coleccionistas de discos durante mucho tiempo. Varios de los artistas que tuvieron tratos comerciales con él no recuerdan con cariño a Robinson. 
Robinson tiene un ojo infalible para el talento y, con cierta ironía, todo el talento que había trabajado con Robison estableció sus mejores trabajos y sus mayores éxitos después de que se fueron a sellos distintos al suyo.